# Eddie Colman
Edward Colman (1 de novembre de 1936 - 6 de febrer de 1958) fou un futbolista anglès de la dècada de 1950.
Amb només 21 anys va morir en el desastre aeri de Múnic que patí el club de Manchester. En la seva curta trajectòria només jugà pel Manchester United FC.

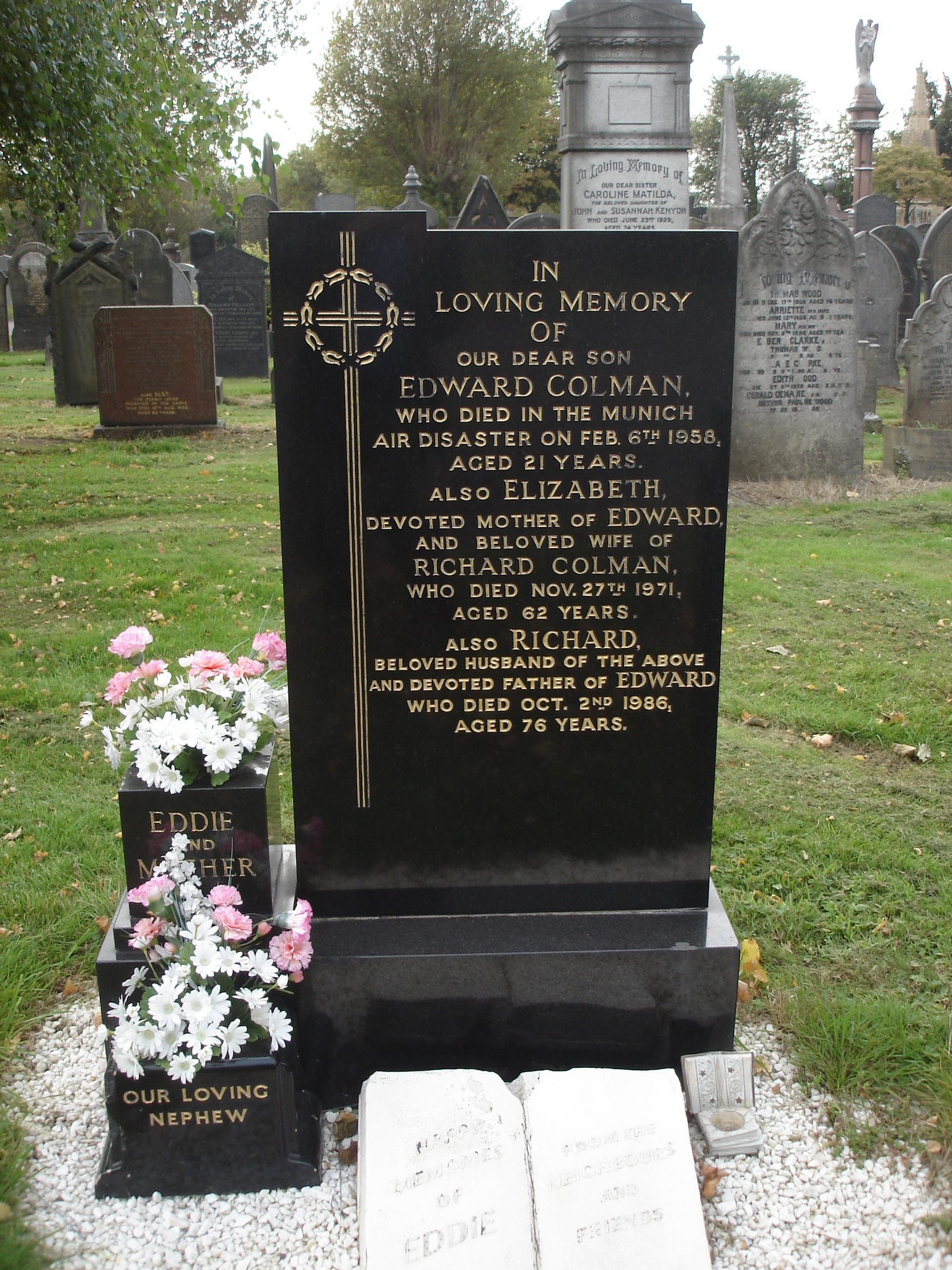
Tomba d'Eddie Colman al cementiri de Weaste.